# Марракешська угода
Марракешська угода — угода про створення Світової організації торгівлі (СОТ), яка набула чинності 1 січня 1995 року.
Так званий Уругвайський раунд переговорів, що тривав з 1986 по 1994 рік, був успішним і в результаті довгих переговорів у 1994 році в Марракеш було підписано угоду про створення СОТ, що набула чинності 1 січня 1995 ..
Країни-учасниці досягли згоди про те, що в рамках цієї організації буде не тільки регулюватися торгівля товарами (що було предметом ГАТТ вже з 1948 року), а й у зв'язку з дедалі більшою роллю послуг у постіндустріальному суспільстві та їхньою часткою у світовій торгівлі ( на початок XXI століття - близько 20%) прийнято Генеральну угоду про торгівлю послугами (GATS), яка регулює цю сферу зовнішньої торгівлі.
Також у рамках Марракешської угоди було прийнято Угоду з торгових аспектів прав інтелектуальної власності (TRIPs), яка регулює торговельні питання прав на результати інтелектуальної діяльності та є невід'ємною частиною правового фундаменту СОТ.